# Metepeira spinipes
Metepeira spinipes är en spindelart som beskrevs av F. O. Pickard-Cambridge 1903. Metepeira spinipes ingår i släktet Metepeira och familjen hjulspindlar. Inga underarter finns listade i Catalogue of Life.